# Apachesaurus
Apachesaurus là một chi động vật lưỡng cư Temnospondyli tuyệt chủng.

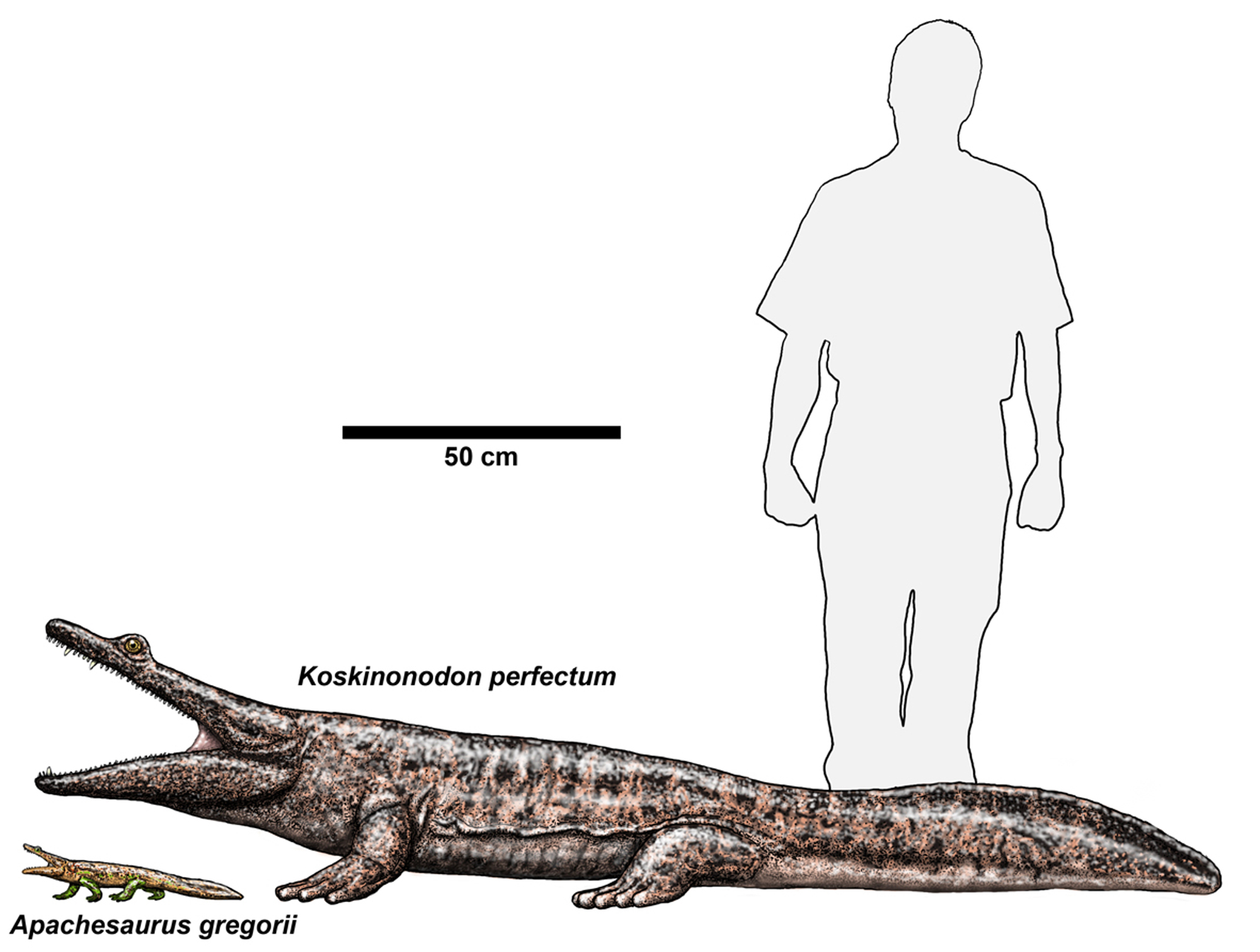
So sánh kích thước cơ thể của Koskinonodon perfectum và Apachesaurus gregorii với người